# Anksa Kara

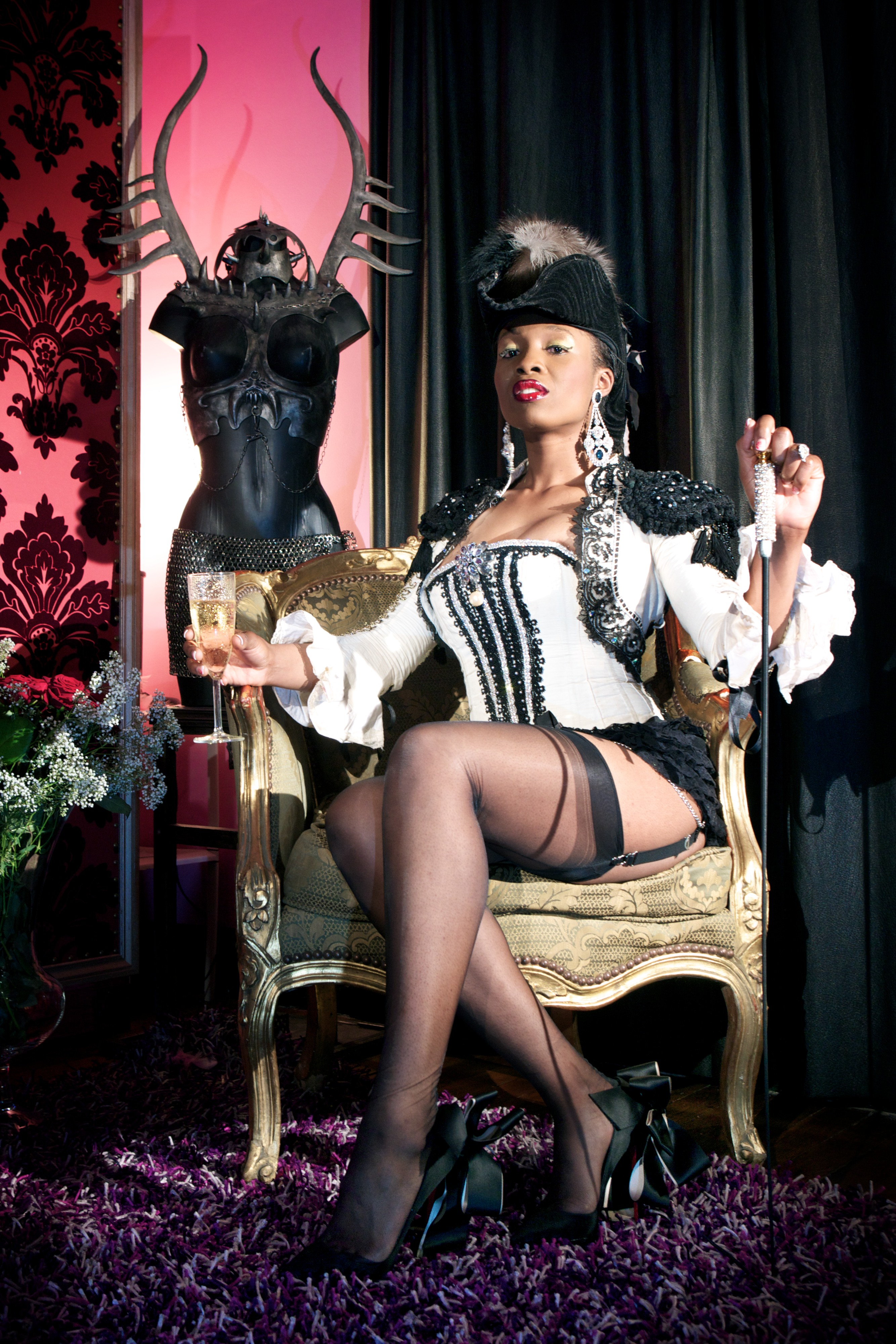
Anksa Kara

Anksa Kara (* 24. März 1985 in Nkongsamba in Kamerun) ist eine französische Pornodarstellerin kamerunischer Herkunft.

## Leben
Anksa Kara emigrierte von Kamerun nach Frankreich im Jahr 1993. 2005 begann sie als Tänzerin und Stripperin in mehreren Pariser Clubs. Im Jahr 2007 wurde sie Fotomodell und Pornodarstellerin. Sie ist eine Schauspielerin der Pscar-Sisto-Schule, TV-Moderatorin und Pornofilm-Produzentin. Sie wurde in der ersten Runde des Hot d'Or in Paris im Jahr 2009 als bestes französisches Starlet nominiert.
Anksa Kara und ihr Partner Josué Rocher gründeten das Unternehmen Anksa Kara & Co., das für die Gleichberechtigung von Schwarzen in Frankreich eintritt. Ihre Popularität begann nach der Veröffentlichung des pornografischen Magazins Hot Vidéo Black Power! Yes We Can Nr. 220 vom Juni 2009.

## Filmografie (Auswahl)

### Pornografische Filme
- 2007: Kama Sutra black von Jean-Pierre Charmontel (Java Consulting)
- 2007: Taxi de nuit von Fabien Lafait (JTC Video)[2]
- 2007: Défonce Anale à La Lhermite Volume 1 von Philippe Lhermite (Telsev)[3]
- 2007: Les Castings de Lhermite Volume 29 von Philippe Lhermite (Telsev)[4]
- 2007: Les Inclassables de Lhermite Volume 5 von Philippe Lhermite (Telsev)[5]
- 2007: Soumission Promise Volume 2 von Philippe Lhermite (Telsev)[6]
- 2008: Allumeuses 2 von Fabien Lafait (JTC Video)[7]
- 2008: Disco Sex von Fabien Lafait (JTC Video)[8]
- 2008: Les Castings de Fred Coppula, Acte 1 von Fred Coppula (Fred Coppula Productions)[9]
- 2008: X Amat Special Blacks von Fabien Lafait (JTC Video)[10]
- 2009: Cinémax von Max Antoine (Fred Coppula Productions)[11]
- 2010: Dark Dreams – More Dirty Fantasies von Thomas S. Allan (Magmafilm)[12]
- 2011: Dans Ton Cul 4 : Au boulot von Luka (Saucisson Prod)[13]
- 2011: Journal d’une Femme de Chambre von Max Antoine (Fred Coppula Productions)[14]
- 2011: Orgy The XXX Championship von Hervé Bodilis (Marc Dorcel)[15]
- 2012: Ça Baise au Sauna von Luka (Marc Dorcel)[16]
- 2012: La Journaliste von Pascal Lucas (Marc Dorcel)[17]
- 2013: Patrouille de nuit von Kris Bakelit (Marc Dorcel)[18]

### Filmauftritte
- 2010: Eject von Jean-Marc Vincent : Pam, the black prostitute[19]
- 2011: Le Dossier Toroto von Jean-Pierre Mocky : Irma, l'intendante[20]
- 2012: Le Mentor von Jean-Pierre Mocky[21]

### Fernsehauftritte
- 2007: Erstes Interview auf Anksa Kara mit Anna Martin und Fabien Lafait in Noctambule, Pigalle (Paris Dernière, 27. Dezember 2007)[22]
- 2010: Interview auf Anksa Kara auf einer Hot Vidéo Party (Hot Vidéo, 21. Dezember 2010)[23]
- 2011: Exclusive Video DSK Sofitel mit Anksa Kara und Josué Rocher (YouTube)[24]
- 2012: Rive droite – Dîner libertin Fernsehsendung von Guillaume Durand mit Anksa Kara (Paris Première, 28. Januar 2012)[25]
- 2012: Les Jouets d'Anksa Kara (Paris Dernière, Mai 2012)[26]

### Clips
- 2009: Hombre Que Soy (Shaka Ponk)[27]
- 2010: Bistouflex (Seth Gueko)[28]

## Auszeichnungen
- 2009: Nominierung – Hot d'Or als bestes französisches Starlet